# Klafsky Katalin
Klafsky Katalin, Katharina Klafsky-Lohse (Mosonszentjános, 1855. szeptember 19. - Hamburg, 1896. szeptember 22.) magyar származású német énekművésznő.

## Életútja
Apja varga volt, de jó templomi énekes. Mikor a házhoz mostohaanya jött, a leány Bécsbe került, ahol felfedezték sokat igérő drámai szopránját. Hellmesberger közbenjárására Marchesi asszony képezte 1875-ig, amikor Salzburgba szerződött. Már 1876-ban visszavonult a szinpadtól, nőül ment egy kereskedőhöz Lipcsébe, ahol csak évek múlva, családi viszonyok következtében kezdte újra énekesnői pályáját. Csakhamar felismerték benne a nagy művésznőt, s Neumann Angelo igazgató szerződtette. 1885-től a hamburgi hirneves opera primadonnája volt, főleg mint Fideliót ünnepelték. Harmadik férje Otto Lohse karnagy volt, kinek nevét felvette.
Leszármazottja a mosonszentpéteri születésű Horváth Mária (Dobra Jánosné) neves mezzoszoprán énekes.
Főbb szerepei: Vénusz (Tannhauser), Brangaene (Tristan és Isolda), Fidelio, Brünhilda, Ortrud, Donna Anna, Norma, Eglantine stb.

## Emlékezete
A hamburgi operaházban látható márvány mellszobra. A Vénuszon egy kráter őrzi nevét, és szülőfalujában, Jánossomorján halálának 100. évfordulóján márványtáblát avattak. 